# Vrv
Vrv je iz različnih naravnih ali umetnih materialov spleten skupek niti, ki se uporablja za povezovanje. Vrv je vsestransko uporabna, iz nje pa lahko delamo tudi kozle, ki jih uporabljajo mornarji, taborniki, ter ostali uporabniki.

## Vrste vrvi
Poznamo več vrst vrvi: dineme, spektre, kevlarske niti, karbonske niti, ...